# Bell Island (Pennsylvania)
Bell Island ist eine kleine Insel im Juniata River, US-Bundesstaat Pennsylvania. Sie gehört zum Fermanagh Township, Juniata County und liegt zwischen der Einmündung des Lost Creek in den Juanita River sowie den beiden Kleinstädten Mifflin und Mifflintown. Hier durchbricht der Fluss einen Appalachen-Bergrücken.
Die Insel misst etwa 1.500 mal 400 Meter. Bell Island ist großteils bewaldet und heute unbewohnt.